# 3831 Pettengill
A 3831 Pettengill (ideiglenes jelöléssel 1986 TP2) a Naprendszer kisbolygóövében található aszteroida. Edward L. G. Bowell fedezte fel 1986. október 7-én.